# Bianchi (Itália)
Bianchi é uma comuna italiana da região da Calábria, província de Cosenza, com cerca de 1.543 habitantes. Estende-se por uma área de 32 km², tendo uma densidade populacional de 48 hab/km². Faz fronteira com Carlopoli (CZ), Colosimi, Panettieri, Parenti, Sorbo San Basile (CZ), Soveria Mannelli (CZ).

## Demografia
| Variação demográfica do município entre 1861 e 2011                               |
|                                                                                   |
| Fonte: Istituto Nazionale di Statistica (ISTAT) - Elaboração gráfica da Wikipedia |